# Dorca
La Dorca, frazione del comune di Alto Sermenza, è un villaggio walser della Val d'Egua, ormai pressoché disabitato, che si trova a circa 1.250 metri di quota. È raggiungibile soltanto a piedi con una mulattiera, che inizia dalla località Sotto il Montù, progettata all'inizio del Novecento da Pietro Antonietti di Fervento, con ingegnose soluzioni tecniche.

## Storia
La località è di origine molto antica, forse antecedente il XIII secolo, alcuni studiosi ipotizzano addirittura che i primi abitanti fossero Celti.
Secondo questa ipotesi pare che in origine Dorca fosse una dipendenza della non lontana Alpe Seccio, una località che si trova al di là dello spartiacque in Val Cavaione, tesi avvalorata sia dai ritrovamenti di incisioni rupestri con croci e coppelle, sia da una tradizione orale che tramanda il ricordo di come i defunti venissero trasportati per essere sepolti nel cimitero situato in quel luogo.
È invece storicamente documentato che il luogo dove sorge Dorca facesse parte un tempo dell'alpe Castello, di proprietà della Mensa vescovile di Novara fin dai primi anni del XIV secolo, e la cui gestione era affidata alla famiglia Scarognini di Varallo. L'alpeggio divenne poi un centro abitato permanente, forse fondato da alcuni coloni walser provenienti da Rimella o da Alagna.
Il più antico documento scritto in cui vengono citati i nomi di alcuni abitanti di Dorca risale al 1414, anno in cui Milano Scarognini cede in affitto ai fratelli Pietro e Zanetto Antonietti e ad altri consorti di Dorca l'alpe e il luogo di Dorca in Val d'Egua per un canone annuo in denaro di 13 lire e 10 soldi, e in natura di 50 libbre di formaggio.
Testimonianza dell'antichità del luogo, come ricordato anche da una targa che riporta la data del 1276, è una tipica abitazione costruita con pilastri di pietra su cui poggiano le travi di legno, di chiara matrice architettonica walser.
Attualmente l'antico centro abitato di Dorca è ormai disabitato, ed è più che altro utilizzato come luogo di villeggiatura nei mesi estivi.

## Luoghi d'interesse
Oltre alla chiesa, sulla quale compare un'iscrizione risalente al 1650, e ad alcuni affreschi con motivi religiosi sulle pareti esterne di alcune abitazioni, sono degni di nota una raffigurazione del fiore della vita e la fontana, risalente al XX secolo, dalla quale sgorga un'acqua con caratteristiche simili a quella di Fiuggi, secondo i risultati delle analisi effettuate dall'Istituto di Chimica della Regia Università di Pavia nel 1939.